# Gare de Pont-Saint-Esprit
La gare de Pont-Saint-Esprit est une gare ferroviaire française de la ligne de Givors-Canal à Grezan située sur la commune de Pont-Saint-Esprit, dans le Gard en France.
Elle est mise en service en 1880 puis ferme aux voyageurs en 1973. La gare rouvre le 29 août 2022 dans le cadre du projet de la réouverture aux voyageurs de la ligne de la Rive Droite du Rhône.

## Situation ferroviaire
La gare de Pont-Saint-Esprit est située sur la ligne de Givors-Canal à Grezan, aussi appelée « ligne de la Rive Droite du Rhône », au point kilométrique (PK) 702,526, entre les gares fermées de Saint-Just - Saint-Marcel et de Vénéjean.

## Histoire
La section entre Nîmes et Le Teil de la ligne de Givors-Canal à Grezan est concédée à la Compagnie des chemins de fer de Paris à Lyon et à la Méditerranée par une convention entre le ministre des Travaux publics et la compagnie signée le 3 juillet 1875. Cette convention a été approuvée à la même date par une loi qui déclare simultanément la ligne d'utilité publique.
Cette section, et la gare de Pont-Saint-Esprit, ouvrent le 30 août 1880 ; le reste de la ligne a déjà été mis en service de 1874 à 1876.
Le 19 août 1934, une collision a lieu sur le passage à niveau près de la gare entre un train de messageries et deux véhicules, une automobile et une motocyclette, les huit occupants trouvent la mort. La sonnerie annonçant au garde-barrière l'arrivée du train aurait correctement fonctionné mais ce dernier n'aurait pas abaissé les barrières pour couper le trafic routier.
La gare a possédé jusqu'à 13 voies avec une petite remise, une plaque tournante et un faisceau pour les marchandises. Il restait encore 5 voies de garage en 1996, désaffectées depuis.
La SNCF met fin au trafic des trains de voyageurs de cette ligne en septembre 1973. Seuls subsistent les trains de marchandises sur les voies principales, en traction électrique à partir de 1978. La gare aux marchandises de Pont-Saint-Esprit est cependant fermée[Depuis quand ?].
En 2018, la SNCF et la région Occitanie ont signé une convention visant à recréer une desserte voyageurs sur la rive droite du Rhône entre Nîmes et Avignon puis vers Pont-Saint-Esprit. D'abord espérée en 2021, cette réouverture doit avoir lieu en fin août 2022.
Le 11 juillet 2022, un train test a circulé entre Avignon et Pont-Saint-Esprit en présence d'élus locaux et de la présidente de la région Occitanie,. Un train inaugural a circulé le 28 août 2022 entre les gares de Nîmes et Pont-Saint-Esprit avec, à son bord, notamment, la présidente de la région Occitanie Carole Delga. La réouverture de la gare aux voyageurs a lieu le 29 août 2022,,,.
| Année                      | 2022  | 2023   |
| -------------------------- | ----- | ------ |
| Voyageurs                  | 7 241 | 18 675 |
| Voyageurs et non voyageurs | 7 241 | 18 675 |

## Patrimoine ferroviaire
Le bâtiment voyageurs d'origine, à l'angle des deux lignes est présent sur le site et appartient à la SNCF, tout comme la halle aux marchandises et l'abri du quai opposé.
Il s'agit d'une construction standard PLM de cinq travées, dont trois constituant la partie centrale, encadrée par deux ailes dont une en "L".

## Service des voyageurs

### Accueil
Halte SNCF, c'est un point d'arrêt non géré (PANG) à accès libre.

### Desserte
La gare de Pont-Saint-Esprit est desservie par des trains TER Occitanie qui effectuent des missions entre les gares de Pont-Saint-Esprit et Avignon-Centre ou Nîmes-Centre.

## Projets
Il est également prévu de refaire circuler des trains de voyageurs au-delà de Pont-Saint-Esprit, jusqu'à Romans-sur-Isère via Le Teil et Valence-Ville. Si la date de 2026 était initialement annoncée, les travaux pourraient ne commencer qu'après 2026 en raison de la demande d'une étude d'impact environnementale par l'autorité environnementale. Cependant, l'État et la région Auvergne-Rhône-Alpes n'arrivent pas à se mettre d'accord sur les modalités de financement de l'étude et Frédéric Aguilera, vice-président aux transports de la région, a annoncé la suspension du projet,.